# 主動運輸
主动运输（active transport），又稱主動轉運或主动吸收，是一种物质逆电化学梯度的跨细胞膜的运动。在细胞中，这一过程通常伴随着高浓度的分子积累，如金属、葡萄糖、氨基酸。相對於被動運輸，主动运输的进行需消耗能量。

## 历史
1848年，德国生理学家埃米尔·杜布瓦-雷蒙提出了跨膜的主动运输的可能性。
罗森伯格基于能量的考虑，提出了主动运输的概念，但后来被重新定义。
1997年，丹麦医师延斯·克里斯蒂安·斯科因其对钠钾泵的研究而获得诺贝尔化学奖。
在糖尿病治疗研究中尤为突出的一类共转运蛋白是由美国国家卫生研究院的科学家发现的钠葡萄糖共转运蛋白。这些科学家注意到，大鼠肾小管中不同位置的葡萄糖的吸收存在差异。罗伯特·克雷恩在这一领域也发挥了重要作用。

## 过程
在磷脂双分子层上，特定的跨膜蛋白可以识别物质并允许其通过。

### 原发性主动运输
原发性主动运输，又称一级主动运输，直接将能量用于物质的跨膜运输。大多数执行这种运输类型的酶是ATP酶。其中一种在细胞生物中通用的ATP酶是鈉鉀幫浦。此外，初级主动运输的能量来源还可以是氧化还原反应和光能。

### 继发性主动运输
继发性主动运输，又称二级主动运输。继发性主动运输并不直接消耗能量，而是通过由原发性主动运输产生的化学梯度（包括电势差和浓度差）来达到转移物质的目的。

## 外部連接
- Secondary Active Transport（页面存档备份，存于）